# Toses
Toses és un municipi català del Ripollès, està situat a l'extrem nord-oest de la regió de l'Alt Ter. El municipi comprèn els pobles de Toses, Fornells de la Muntanya, Dòrria i Nevà.

## Geografia
- Llista de topònims de Toses (Orografia: muntanyes, serres, collades, indrets..; hidrografia: rius, fonts...; edificis: cases, masies, esglésies, etc).

| Entitat de població     | Habitants (2023) |
| Toses                   | 80               |
| Nevà                    | 58               |
| Fornells de la Muntanya | 29               |
| Dòrria                  | 13               |
| Espinosa                | 7                |
| Font: Idescat           |                  |

## Demografia
| 1497 f | 1515 f | 1553 f | 1717 | 1787 | 1857 | 1877 | 1887 | 1900 | 1910 |
| ------ | ------ | ------ | ---- | ---- | ---- | ---- | ---- | ---- | ---- |
| 28     | 21     | 34     | 321  | 346  | 915  | 698  | 587  | 635  | 568  |

| 1920 | 1930 | 1940 | 1950 | 1960 | 1970 | 1981 | 1990 | 1992 | 1994 |
| ---- | ---- | ---- | ---- | ---- | ---- | ---- | ---- | ---- | ---- |
| 670  | 599  | 622  | 523  | 382  | 202  | 132  | 175  | 146  | 146  |

| 1996 | 1998 | 2000 | 2002 | 2004 | 2006 | 2008 | 2010 | 2012 | 2014 |
| ---- | ---- | ---- | ---- | ---- | ---- | ---- | ---- | ---- | ---- |
| 139  | 141  | 151  | 151  | 161  | 160  | 150  | 155  | 155  | 150  |

| 2016 | 2018 | 2020 | 2022 | 2024 | 2026 | 2028 | 2030 | 2032 | 2034 |
| ---- | ---- | ---- | ---- | ---- | ---- | ---- | ---- | ---- | ---- |
| 166  | 165  | 168  | 185  | 191  | -    | -    | -    | -    | -    |

## Llocs d'interès
- Museu del Pastor de Fornells de la Muntanya.[1]

## Altres llocs (toponímia)
Anyella, pla d’ orogr.; Arques, les indr.; Baguet, font hidr.; Baguet, pla orogr.; Baldric de Dalt, Can edif.; Bassa, pla de la cim; Beç, roc del cim; Bernat, bosc del indr.; Bona, coll de la orogr., Bordà, collet de orogr.; Borda, costa orogr.; Cargol, túnel del com.; Casilla, plans de la orogr.; Castellar, coll de orogr.; Castelló, pla de orogr.; Clots, font dels hidr.; Cogomells edif.; Cogulló, bosc del indr.; Cogulló, el cim; Colladetes, les orogr.; Creu de Meians, coll de la orogr.; Coma Morera, cim de cim; Creueta, coll de la orogr.; Creueta, la cim; Creueta, pins de la indr.; Deveses, les indr.; Dòrria, bosc de indr.; Dòrria, coma de orogr.; Dòrria, puig de cim; Emperadora, l’ cim; Eugues, corral de les indr.; Fenal, pla de orogr.; Ferri, font hidr.; Fontetes de Castellar, collet de les orogr.; Forcants, clot de orogr.; Formigueres, font de les hidr.; Fou, clot de la orogr.; Ginebrar, cap del cim; Ginebrar, el orogr.; Ginebrar, plans del orogr.; Gorrablanc, pla de orogr.; Guilleteres, les orogr.; Hospital, clot de l’ orogr.; Huguet, costes de l’ orogr.; Malesa, la orogr.; Meians, muntanya de serra; Moixera, la cim; Montgrony, serra de serra; Morer, Can edif.; Morer, tossal del cim; Muntanya de Nevà, plans de la orogr.; Nevà, plans de orogr.; Orri de Dalt, pla de l’ orogr.; Palmes, serra de les serra; Palós, el edif.; Palós, muntanya de serra; Paravent, serrat del cim; Pedró, collada del orogr.;Picada, Pedra cim; Pla de Pujalts, cim de cim; Plana Rodona, font de la hidr.; Polella, la edif.; Remoló, coll del orogr.; Roig, coll orogr.; Rovira de Dalt indr.; Salines, pla de les orogr.; Sant Salvador, collet de orogr.; Serra, la serra; Tallades, les orogr.; Toses, castell de edif. hist.; Toses, collada de orogr; Toses, túnel de com.; Tossal, el cim; Tussa, la cim; Vell, pas del indr.